# Francisco Martínez de la Rosa
Francisco Martínez de la Rosa (10. března 1787, Granada – 7. února 1862, Madrid) byl španělský básník, dramatik, politik a diplomat, představitel první generace španělských romantiků, v jehož literárním díle se projevil přechod od klasicismu ke skutečnému romantismu.

## Život
Pocházel z Granady, vystudoval na tamější univerzitě, kde se také stal profesorem morální filosofie (etiky). Za protinapoleonského odboje byl poslancem cádizsých generálních kortesů (španělský exilový parlament a vláda, která roku 1812 přijala ústavu) a působil v diplomatické misi v Londýně. Po návratu krále Ferdinanda VII. na španělský trůn byl pro své liberální názory pronásledován a dokonce vězněn v pevnosti v Melille. Svobodu získal až roku 1820, kdy byl Ferdinand VII. donucen uznat španělskou ústavu, roku 1821 se stal předsedou Kongresu poslanců a roku 1822 dokonce krátce vedl jako první státní tajemník vládu.

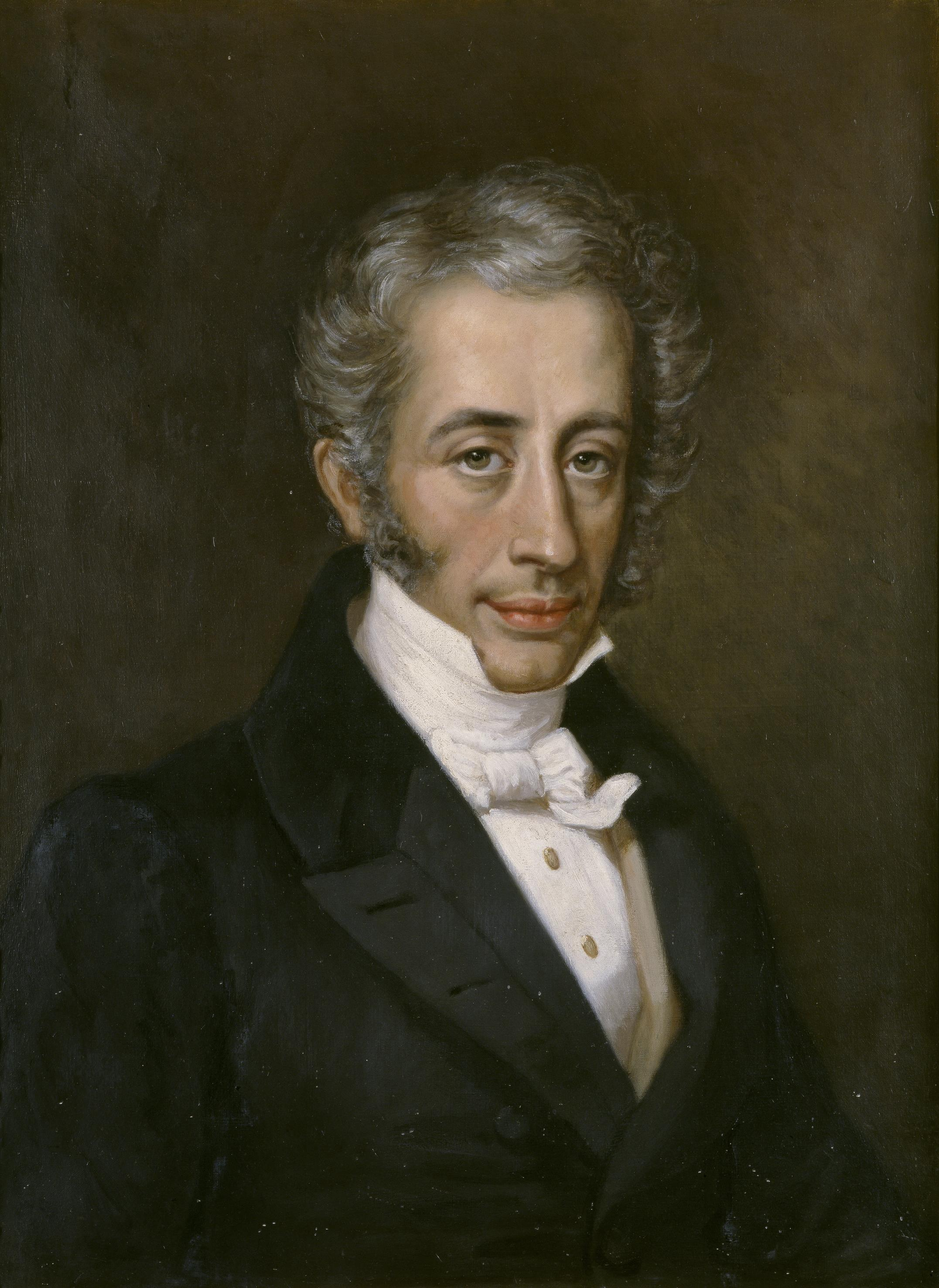
Francisco Martínez de la Rosa

Po armádní vzpouře, která obnovila ve Španělsku absolutismus, abdikoval a roky 1823-1834 pak strávil v exilu v Paříži. Zde se stal na základě myšlenek doktrinálního liberalismu Françoise Guizota eklektikem a snažil se smířit konzervativní a revoluční ideje a v literatuře klasicismus s romantismem. Tyto jeho centrické postoje vedly k tomu, že v období 1834-1835 vykonával funkci ministra zahraničí a premiéra (předsedy rady ministrů).
V dalších letech byl několikrát opět ministrem zahraničí, předsedou Kongresu poslanců a velvyslancem v Paříži a Římě. Od roku 1839 do roku 1862 byl předsedou Španělské královské akademie (Real Academia Española) a členem dalších (Real Academia de la Historia, Real Academia de Bellas Artes de San Fernando a Real Academia de Jurisprudencia y Legislación).
Jako spisovatel je představitelem první generace španělských romantiků. Jeho lyrické verše připomínají Meléndeze Valdése a Quintanu. Významnější jsou jeho díla dramatická a jeho dramatické teorie. Je také autorem esejů, politických děl, která analyzují španělskou minulost i přítomnost z hlediska jeho filosofie dějin, a velmi průměrného historického románu.

## Výběrová bibliografie
- La viuda de Padilla (1814, Padillova vdova), historická tragédie.
- Lo que puede un empleo (1820, Co zmůže zaměstnání), moralistní komedie.
- La niña en casa y la madre en la máscara (1821, Dcerka doma a matka v přestrojení), moralistní komedie napsaná roku 1815.
- El arte poética (1827, Poetika), didaktická báseň, ve které vyložil své názory na umění ovlivněn Nicolasem Boileauem.
- Edipo  (1829, Oidipus), klasicistní tragédie.
- La conuración de Venecia, año 1310 (1830, Benátské spiknutí roku 1310), uvedeno 1834, romantické historické drama, první svého druhu ve španělské literatuře.[5]
- Poesías (1833, Poezie), sbírka klasicistní i romantické poezie.
- Espíritu del siglo (1835-1851, Duch století), politické dílo, deset svazků.
- Doña Isabel de Solís, reina de Granada (1837-1846, Doňa Isabela de Solís, královna granadská), historický román, tři díly..
- Bosquejo histórico de la política de España (1855, Nárys španělské politiky), politické dílo.